# Sigma Xi
Sigma Xi (ΣΞ), ou Sigma Xi: The Scientific Research Honor Society, est une société honorifique américaine de scientifiques et d'ingénieurs ayant pour but de promouvoir la recherche scientifique.

## Description

### Fonctionnement des nominations
Les membres de la société Sigma Xi sont élus par les membres actuels en fonction de leurs réalisations ou de leur potentiel en matière de recherche. Une enquête indépendante et un rapport sur ses recherches sont menés par un membre sans lien avec l'individu.
La société a également un programme de subvention direct d'aide à la recherche et accueille la conférence annuelle du Forum international sur l'excellence de la recherche (iFoRE).

### Une société de recherche inclusive
La société se veut inclusive en acceptant des chercheurs à tous les niveaux, du pré-collège au troisième cycle. Aucune éducation et aucun diplôme spécifique n'est nécessaire pour y être nommé.
Un large éventail de disciplines y est représenté comprenant les sciences physiques, terrestres, biologiques, la santé, les mathématiques, l'informatique, l'ingénierie, les sciences appliquées, mais aussi les sciences sociales, les sciences de l'éducation, l'histoire, les sciences des bibliothèques, l'économie et d'autres encore.

## Histoire
Elle est fondée en 1886 à l'université Cornell. Son acronyme est sa devise « Spoudon Xynones », qui signifie « Compagnons de recherche zélé ».
Le chapitre de l'université de Stanford est une commission de trois membres établie au début des années 1900 pour superviser la reconstruction du campus après le tremblement de terre de San Francisco en 1906.

## La revueAmerican Scientist
Depuis 1913, la société Sigma Xi possède une revue bimensuelle de vulgarisation scientifique et technologique nommée American Scientist. Chaque numéro comporte deux à cinq articles rédigés par des personnalités scientifiques réputées ayant une actualité récente dans le milieu.

## Membres
La société compte en son sein près de 60 000 scientifiques répartis en plus de 500 chapitres à travers le monde, notamment au Canada, en Suisse, Thaïlande, Liban, Nouvelle-Zélande et Australie. Elle comprend plus de 200 lauréats du prix Nobel.
Esther Lederberg a été la présidente d'un chapitre notamment.